# Badmintonmeisterschaft der Cookinseln 2022
Die Badmintonmeisterschaft der Cookinseln 2022 fand vom 28. November bis zum 1. Dezember 2022 in Avarua auf Rarotonga statt.

## Medaillengewinner
| Disziplin    | Gold                                 | Silber                                    | Bronze                                 |
| ------------ | ------------------------------------ | ----------------------------------------- | -------------------------------------- |
| Herreneinzel | Emanuela Mataio                      | Eric Gamez                                | Danny Simpson                          |
| Herreneinzel | Emanuela Mataio                      | Eric Gamez                                | Brendan Lee                            |
| Dameneinzel  | Te Pa O Te Rangi Tupa                | Tereapii Akavi                            | Vaitea Crocombe-Ama                    |
| Dameneinzel  | Te Pa O Te Rangi Tupa                | Tereapii Akavi                            | Eleanor Wichman                        |
| Herrendoppel | Eric Gamez Danny Simpson             | Daniel Akavi Emanuela Mataio              | Zarrian Heather-Rau Tahitoa Webb       |
| Herrendoppel | Eric Gamez Danny Simpson             | Daniel Akavi Emanuela Mataio              | Agus Hariyanto Kaiyin Mataio           |
| Damendoppel  | Tereapii Akavi Te Pa O Te Rangi Tupa | Tehani Matapo Tuaanaore Mitchell          | Arihoia Sprague-Marsters Edon Teraitua |
| Damendoppel  | Tereapii Akavi Te Pa O Te Rangi Tupa | Tehani Matapo Tuaanaore Mitchell          | Ngaoa Ranginui Eleanor Wichman         |
| Mixed        | Agus Hariyanto Tereapii Akavi        | Zarrian Heather-Rau Te Pa O Te Rangi Tupa | Danny Simpson Tuaanaore Mitchell       |
| Mixed        | Agus Hariyanto Tereapii Akavi        | Zarrian Heather-Rau Te Pa O Te Rangi Tupa | Maneatapu Maretapu Kathleen Bond Adams |